# Carl Haag

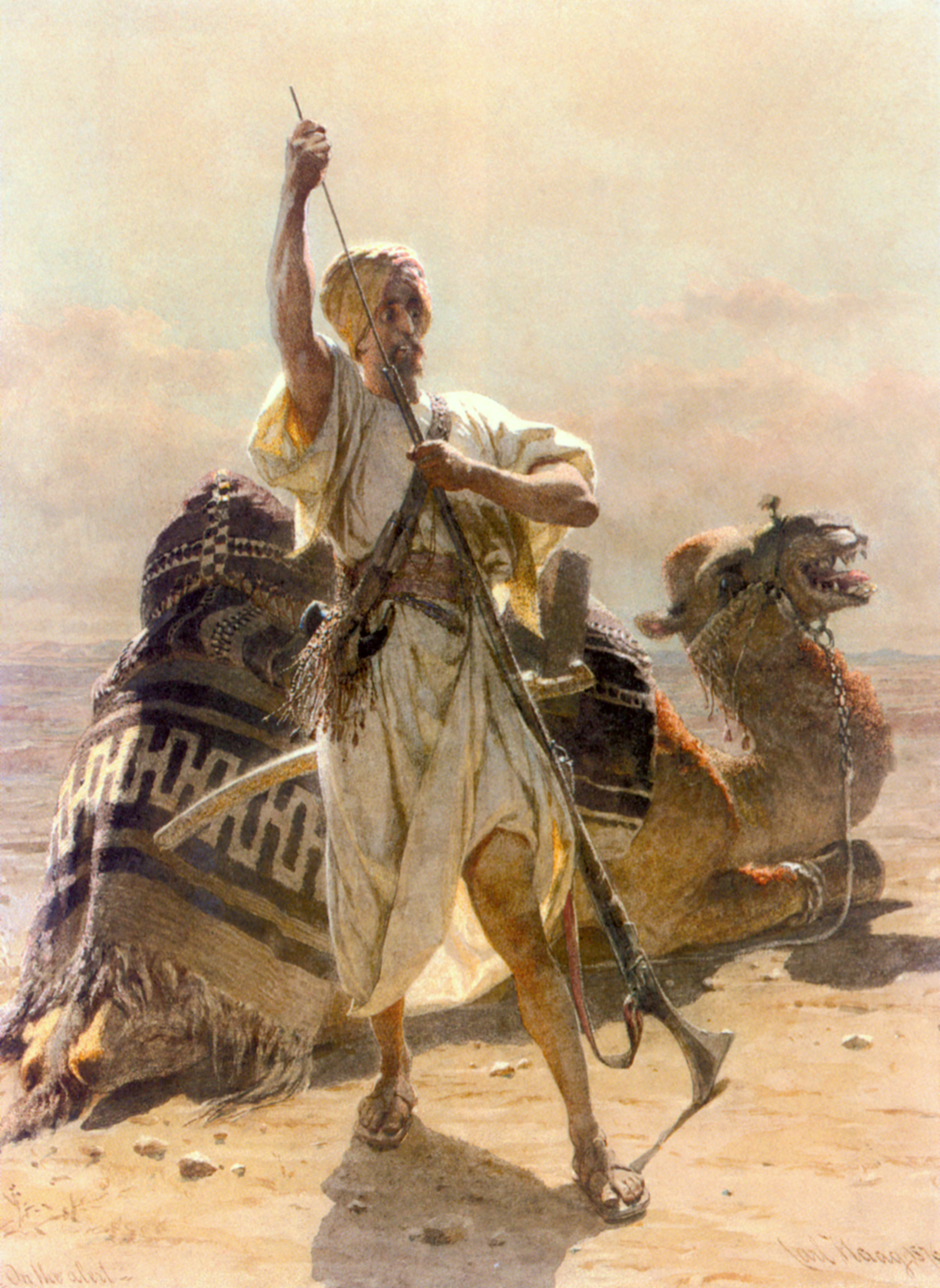
Alarm, 1876

Carl Haag (ur. 20 kwietnia 1820 w Erlangen, zm. 24 stycznia 1915 w Oberwesel) – niemiecki malarz i rytownik działający w Wielkiej Brytanii.
Studiował malarstwo w Norymberdze i Monachium, był uczniem Petera von Corneliusa. Początkowo posługiwał się techniką olejną i malował portrety i tematy architektoniczne. W 1847 wyjechał do Anglii i osiadł tam na stałe.
Carl Haag jest znany głównie z akwareli, które zaczął malować dopiero po wyjeździe. W latach 50. XIX wieku odbył kilka podróży po Egipcie, Palestynie i Syrii, a jego twórczość zdominowała tematyka orientalna. Od 1853 był pełnym członkiem Royal Society of Painters in Water Colours, pracował dla arystokratów m.in. księcia Leiningen i księcia Sachsen-Coburg-Gotha. Był członkiem Artists Rifles Corps. Pod koniec życia powrócił do Niemiec.
Haag ożenił się w 1866 z Idą Büttner (1832–1911), miał czworo dzieci.